# دیوید کاکس (آماردان)
دیوید کاکس (انگلیسی: David Cox؛ زادهٔ ۱۵ ژوئیهٔ ۱۹۲۴ – درگذشتهٔ ۱۸ ژانویهٔ ٢٠٢٢) آماردان اهل انگلستان بود که بنیانگذار نظریه صف می‌باشد.
وی همچنین برنده جوایزی همچون مدال کاپلی شده‌است.

## مرگ
دیوید کاکس در ۱۸ ژانویه ۲۰۲۲ در سن ۹۷ سالگی درگذشت.